# Jasełka

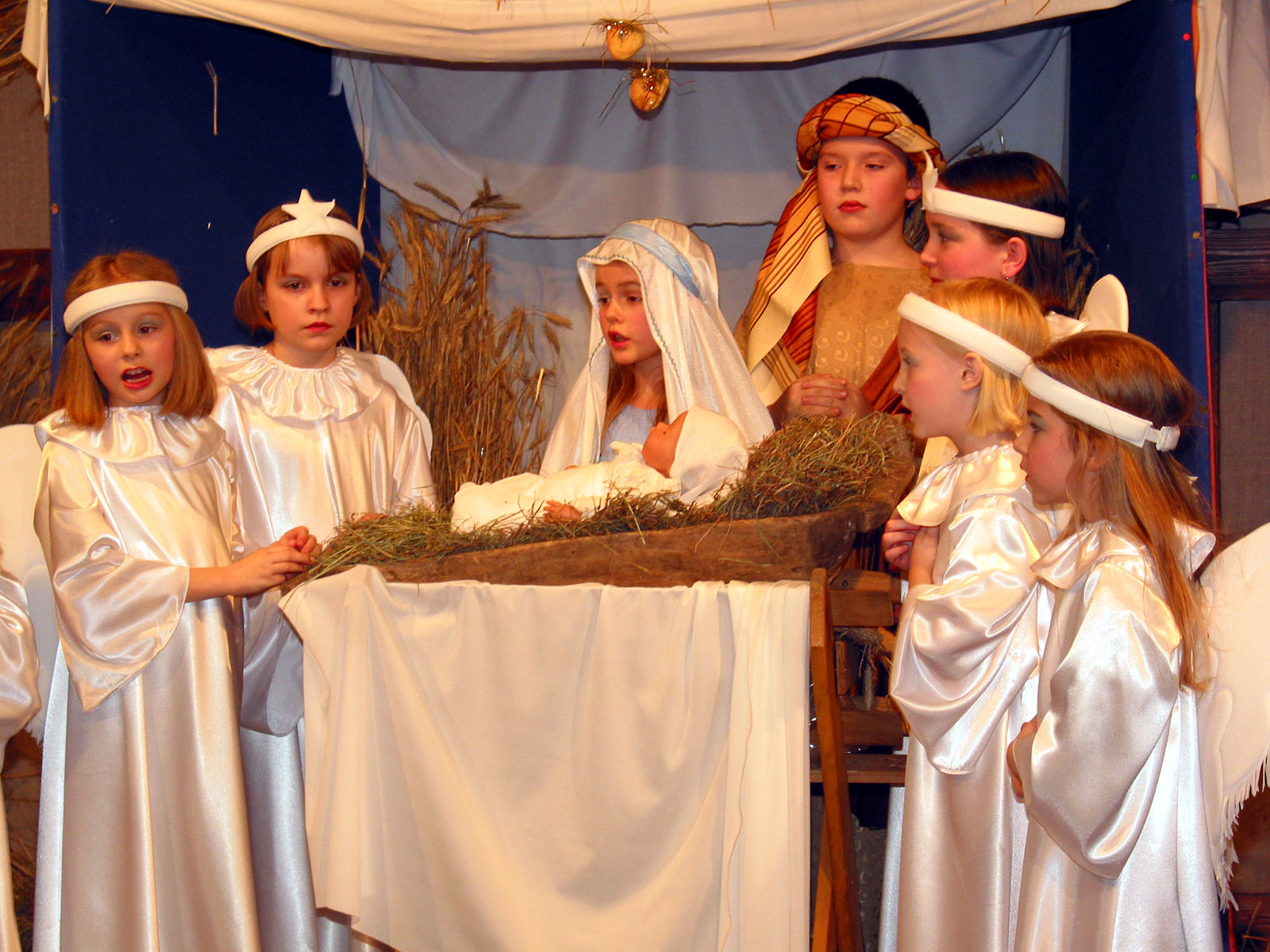
Scena z jasełek

Jasełka – widowiska o Bożym Narodzeniu wzorowane na średniowiecznych misteriach franciszkańskich. Ich nazwa wywodzi się od staropolskiego słowa jasło oznaczającego żłób, jednak nie w formie litego koryta, a ażurowej konstrukcji z drabinkami, w którą kładzie się zwierzętom paszę w postaci trawy lub siana. 
Jasełka rzadziej mogą być nazywane także szopką, betlejemką, a na pograniczu polsko-ukraińskim wertepem. Do największych ulicznych jasełek na świecie zaliczany jest Orszak Trzech Króli.

## Historia
Za twórcę przedstawień bożonarodzeniowych uważany jest św. Franciszek z Asyżu, który pierwszą taką scenę zaaranżował w 1223 roku w Greccio. Zwyczaj przywędrował z Włoch do Polski na przełomie XIV i XV wieku i stał się zbieżny z kolędowaniem.
Ich treścią była historia narodzenia Jezusa w Betlejem i spisku Heroda. Początkowo figury Dzieciątka, Maryi, Józefa, Trzech Królów i pozostałych osób dramatu były nieruchome. Za sprawą zakonów franciszkańskich i bernardyńskich wprowadzono w ich miejsce marionetki.
W pierwszej połowie XVIII wieku biskupi polscy zakazali wystawiania jasełek w kościołach. Przyczyną było coraz szersze przenikanie do treści przedstawień scen i postaci o charakterze ludycznym. Z szopkami zaczęli wówczas kolędować poza murami świątyń żacy, czeladnicy itp. Dały one początek wędrownym teatrzykom ludowym o świeckim charakterze.

## Treść
Teksty jasełkowe, najczęściej gwarowe, były w większości anonimowe. Przerabiano je wielokrotnie, między innymi ze względu na fakt, że zawierały wątki odwołujące się do aktualnych wydarzeń.
Do znanych opracowań literackich należą jasełka napisane przez Lucjana Rydla pt. Betlejem polskie.
Do czerpiących z tradycji polskich szopek współczesnych należy szopka dominikańska w Poznaniu z tekstami Jacka Kowalskiego, wystawiana przez Teatrzyk Towarzyski.
Jasełka występowały też w kościele protestanckim na Pomorzu, czego przykładem są opracowane przez Marię von Bismarck (żonę starosty Łobza – Herberta von Bismarcka) i wystawiane w miejscowości Łobez Jasełka Łobeskie (Labeser Krippenspiel). Były one jednak ewenementem na protestanckim Pomorzu i grane były od 1921 roku do wojny. Jasełka te były ośmioaktowym przedstawieniem słowno-muzycznym, w trakcie którego aktorzy recytowali tekst, śpiewali oraz wspólnie z wiernymi zebranymi w kościele śpiewali wybrane pieśni. Byli mieszkańcy Łobza po wysiedleniu przenieśli tradycję jasełek w okolice Hanoweru, gdzie są one grane do dziś.